# Флора России (интернет-проект)
Фло́ра Росси́и (Flora of Russia) — некоммерческий интернет-проект, запущенный в январе 2019 года на платформе iNaturalist сотрудниками Гербария Московского государственного университета для подготовки атласа флоры России. На данный портал любой желающий может загрузить фотографию дикорастущего сосудистого растения, сделанную в любой точке России. Участники проекта выполняют (при необходимости) научное определение изображенного на фото растения или подтверждают определение автора. На середину мая 2021 года на портале было размещено 12237 участниками более 1 млн фотонаблюдений растений. По состоянию на май 2021 года 89 % изображений проекта «Флора России» были доступны по свободной лицензии.

## История проекта
Проект был «вдохновлен» проектом «Информационная система „Флора Москвы“ на платформе Цифрового гербария МГУ» (совместный грант РФФИ и Правительства Москвы № 19-34-70018).
В январе 2019 года сотрудники Гербария Московского государственного университета создали проект «Флора России». На январь 2019 года к моменту старта проекта уже были загружены на iNaturalist 754 участниками 8,5 тысяч изображений дикорастущих растений.
В конце октября 2019 года на «Флоре России» было уже более 200 тысяч изображений, выложенных 3670 участниками. На середину мая 2021 года на портале было размещено 12237 участниками более 1 млн фотонаблюдений растений . Отметку в 1 000 000 наблюдений проект преодолел в мае 2021 года через 846 дней после старта.

## Загрузка изображения и его проверка
Любой желающий может загрузить на портал фото любого дикорастущего растения России. Участники проекта при необходимости «опознают» по фотоснимку растение и дают ему научное определение. В декабре 2019 года сообщалось, что определить удалось около 90 % загруженных изображений растений. На май 2021 года на 1 051 784 определённых наблюдений приходилось 143 543 неопределенных наблюдения (доля опознанного составляет 88 %).
Распознавание изображений на портале iNaturalist чаще всего происходит автоматически — по картинке. В дальнейшем автоматические определения верифицируют эксперты..

## Региональные порталы
Существует 85 включенных во «Флору России» региональных проектов, каждый из которых посвящён флоре соответствующего субъекта Российской Федерации: «Флора Свердловской области», «Флора Чукотки» и т. п.. Для каждого из них выделена страница на портале (например, для «Флоры Свердловской области»).
По числу сделанных наблюдений лидируют проекты по флоре Подмосковья, Москвы и Брянской области. Самыми большими региональными проектами по числу участников являются порталы по Московской области, Москве и Санкт-Петербургу. По числу выявленных видов лидируют Дагестан, Республика Крым и Краснодарский край.

## Журнал «Флора России»
Для знакомства пользователей с новостями, связанными с работой портала, создателями публикуется онлайн-журнал «Флора России». В нём публикуются статистические отчёты при достижении круглых отметок, инструкции и информация о различных мероприятиях.

## Импорт данных в международную базу Global Biodiversity Information Facility (GBIF)
С портала iNaturalist изображения из «Флоры России» поступают в международную базу Global Biodiversity Information Facility (GBIF), если они удовлетворяют одновременно двум требованиям:
- Достигли «Исследовательского уровня»;
- Имеют свободную лицензию — СС0, CC BY или CC BY-NC.

Перенос изображений в базу GBIF происходит автоматически.
На май 2021 года в GBIF индексируется 6,32 млн записей о биоразнообразии России из различных источников, в т.ч. 6,17 млн с основной территории и 0,15 млн из Крыма. При этом, iNaturalist является самым большим по объему источником данных о природе России, занимая долю 22,3% по основной территории и 50,4% по Крыму (эта доля постоянно растёт). Массив данных "iNaturalist Research-grade Observations" является крупнейшим массивом по биоразнообразию России в GBIF (1 376 428 записей на 13 мая 2021 года).

## Свободная лицензия
Аккаунты участникам «Флоры России» в январе 2019 года рекомендовано создавать под свободной лицензией (СС0, CC BY, CC BY-NC) для подготавливаемого МГУ атласа флоры России. Пресс-служба Московского государственного университета в 2019 году сообщила:

Опубликованные массивы пространственных данных можно свободно скачивать, обрабатывать и использовать в научной, поисковой и природоохранной деятельности
Тем не менее, примерно пятая часть изображений на «Флоре России» остается под несвободной лицензией. По состоянию на декабрь 2019 года под свободной лицензией были 225 885 изображений от 3832 человек, а под несвободными лицензиями оставались 45 722 изображений (20,2 % от общего числа загруженных) от 2258 пользователей.
К маю 2021 года доля заблокированных несвободными лицензиями наблюдений сократилась до 11 % 

## Достижение технологического потолка платформы iNaturalist
Проект «Флора России» достиг технологического потолка платформы iNaturalist через два года и два месяца после старта: главная страница портала стала плохо загружаться, а в середине марта 2021 года перестала загружаться совсем. Это связано с тем, что каждый региональный проект имеет в настройках, как минимум, три фильтра: таксономический, географический и уровень качества. Таким образом, при загрузке данных с сервера происходит общая обработка около 250 фильтров. В связи с быстрым ростом данных это стало невозможным.
Для дальнейшей работы пользователей созданы технические версии основного портала: «Новая флора России» (счётчик статистики по флоре России без региональной структуры), «Первая лига флоры России» (42 топ-региона по числу наблюдений) и «Вторая лига флоры России» (ещё 43 региона), разделённых по отсечке в 5000 наблюдений. Региональные порталы поодиночке работают без проблем.

## Похожие проекты
На портале iNaturalist в январе 2019 года создан родственный проект «Грибы России», включающий (по состоянию на январь 2020 года) более 30 тысяч изображений.